# Troche
Troche är en kommun i departementet Corrèze i regionen Nouvelle-Aquitaine i de centrala delarna av Frankrike. Kommunen ligger  i kantonen Vigeois som tillhör arrondissementet Brive-la-Gaillarde. År 2022 hade Troche 541 invånare.

## Befolkningsutveckling
Antalet invånare i kommunen Troche
Referens:INSEE